# 일본화물철도
일본화물철도 주식회사(일본어: 日本貨物鉄道株式会社 닛폰카모쓰테쓰도카부시키가이샤[*], 영어: Japan Freight Railway Company)는 1987년 4월 1일에 일본국유철도 화물사업부로부터 화물철도 사업을 계승한 JR 그룹의 화물 철도 회사이다.
약칭은 JR 화물(일본어: JR貨物 제이아루 가모쓰[*], JR Freight)이며, JR 그룹의 6개 여객 철도 회사의 노선을 사용하여 전국 규모로 화물 열차를 운행하고 있다. JR 그룹 공통의 JR 로고의 이외, 독자적인 서비스 마크인 "JRF" 로고를 사용하고 있다. 또 로고의 색깔도 19A형 이후의 컨테이너에 사용되고 있는 JRF레드(와인 레드)가 이용되는 경우가 있다.
전국 규모로 화물 열차를 운행하고 있으며, 유휴지가 된 조차장 철거지를 이용한 부동산 임대업과 사택 철거지를 이용한 아파트 분양도 하고 있다.

## 현황
일본화물철도(JR 화물)는 1987년 4월 1일 일본국유철도를 JR 그룹으로의 전환함에 따라 전국 6개 회사로 분할된 여객 사업과는 달리 화물 사업은 전국 규모로 영업을 계속하게 되어 이에 따라 규정된 여객철도 주식회사 및 일본화물철도 주식회사에 관한 법률 (JR 회사법)에 따라 설립된 특수 회사이다. 한편 홋카이도 여객철도, 시코쿠 여객철도, 큐슈 여객철도뿐만 아니라 경영 기반이 약하여 독립 행정법인 일본 철도건설·운수시설정비지원기구이 전체 주식을 보유하고 있으며, 이에 따라 상장이 되지 않고 있다.
설립 당시, JR 화물 자신이 제1종 철도사업자로서 보유하는 노선은 필요 최소한으로 억제되었다. 따라서 일부 화물 노선만 소유하고 있으며, 양측에 여객열차가 접하는 화물열차 구간이나, 여객화할 계획이 있는 노선, 폐지가 결정된 노선은 그 지역을 관할하는 JR 여객철도 회사가 보유하게 되었다. 따라서 JR 화물에서 운행하는 대부분의 노선은 철도 시설을 보유하는 JR 여객철도의 회사 노선이나 신칸센 개업 등으로 병행재래선 경영분리에 따라 JR 노선에서 제3섹터로 전환한 노선들이다. 이러한 이유로 대부분 노선에서 제2종 철도사업자로서 운행하고 있다. 그러므로 그 회사에 선로사용로를 지불하여 화물열차를 운행하고 있으며, 그 비용을 일본 철도건설·운수시설정비지원기구에서 보충받는다.
한편, 화물 수송량은 고속도로 정비에 의한 대형 트럭이나 공항 정비에 의한 항공기의 화물 운송 증가 등의 영향을 받아 해마다 감소를 계속하고 있었지만, 최근에는 환경에 부하를 주지 않는 전환 교통(모달시프트) 정책에 의해 감소에 제동이 걸리고, 적은 편이지만 수송량이 증가로 돌아섰다. JR 화물은 화물 열차 증편과 속도, "IT-FRENS & TRACE 시스템"의 도입, 화물역의 "E & S 방식"의 개량, M250 계열 화물 열차의 운행 등을 추진함으로써 소프트·하드면에서 충실하고 서비스 향상을 목표로 하고있다.
최근의 전환 교통(모달시프트)의 정책 추진에서 JR 화물의 역할은 매우 중요하다. 특히 철도 수송에서는 화물 1t을 1km 수송할 때 이산화탄소 배출량이 영업용 트럭보다 약 8분의 1으로 추산되고 있기 때문이다.

## 본사·지사

### 본사
- 소재지: 도쿄도 시부야구 센다가야 5초메 33번 8호 사우스 게이트 신주쿠

### 지사
- 홋카이도 지사
  - 소재지: 홋카이도 삿포로시 주오구 키타 11죠 니시 15가 1-1 (홋카이도 여객철도 본사 실내)
- 도호쿠 지사
  - 소재지: 미야기현 센다이시 아오바구 이츠츠바시 1-1-1 (동일본 여객철도 센다이 지사 실내)
- 간토 지사
  - 소재지: 도쿄도 시나가와구 히가시고탄다 1초메 11번지 15호 전파 빌딩 5층
- 도카이 지사
  - 소재지: 아이치현 이나자와시 에키마에 1가 9번 3호
- 간사이 지사
  - 소재지: 오사카부 오사카시 기타구 시바다 2정목 4번 24호 (서일본 여객철도 본사 실내)
- 규슈 지사
  - 소재지: 후쿠오카현 기타큐슈시 고쿠라키타구 무로마치 3초메 2번 57호 (큐슈 여객철도 북부 큐슈 지역 본부)

## 역사
- 1987년
  - 4월 1일 - 일본국유철도가 분할 민영화되어 일본화물철도 주식회사 발족.
  - 10월 1일 - 30피트의 철도 컨테이너 수송 개시.
- 1988년
  - 3월 13일 - 다이어 개정, 쓰가루 해협선 개업.
  - 4월 10일 - 혼시비산 선 개업.
- 1992년
  - 7월 1일 - EF200형 전기 기관차가 영업 운전 개시.
  - 11월 26일 - 츠루가 터미널을 설립.
- 1994년
  - 12월 9일 - 제이알 에프·엔지니어링을 설립.
  - 12월 21일 - 제이알 화물·부동산 개발을 설립.
- 1995년
  - 2월 14일 - 도호쿠 화물 서비스 (현재 제이알 화물 도호쿠 물류)를 설립.
  - 3월 6일 - 카 랙 컨테이너를 이용한 자동차를 수송하는 "카 랙 시스템" 영업 개시.
  - 10월 6일 - 클린 가와사키호 운행 개시.
- 1998년
  - 7월 6일 - 제이알 화물 리서치 센터를 설립.
- 1999년
  - 5월 31일 - 본사 건물을 이이다마치 역 부지에 이전.
  - 7월 16일 - 다이어 개정. 홋카이도 - 혼슈 간의 수송 개선.
- 2002년
  - 3월 23일 - 다이어 개정, 기타큐슈 화물 터미널 역 개업.
- 2003년
  - 10월 1일 - 다이어 개정.
  - 12월 1일 - 고베 화물 터미널 역 개업.
- 2004년
  - 3월 13일 - 다이어 개정, 가고시마 화물 터미널 역 개업.
- 2006년
  - 3월 18일 - 다이어 개정, 도스 화물 터미널 역 개업.
  - 11월 15일 - "TOYOTA LONGPASS EXPRESS" 운행 개시.
- 2008년
  - 3월 - GPS를 이용한 운전 지원 시스템을 도입.
- 2009년
  - 11월 - 철도 컨테이너 수송 50주년 기념 이벤트 개최.
- 2011년
  - 2월 14일 - 본사가 이다바시에서 센다가야로 이전.
- 2013년
  - 3월 16일 - 다이어 개정. 스이타 화물 터미널 역 개업. 구다라 역을 구다라 화물 터미널 역으로 개칭.
  - 4월 1일 - 우메다역을 폐지.

## 노선

### 영업 노선
- 2024년 4월 1일 기준
  - 영업 노선: 74 노선(제1종 철도 사업자: 9 노선), 영업 선로: 7822.9 km(제1종 철도 사업자: 29.1 km)

### 보유 노선
| 관할        | 노선명      | 구간                                  | 영업 거리 | 비고                                           |
| ----------- | ----------- | ------------------------------------- | --------- | ---------------------------------------------- |
| 도호쿠 지사 | 오우 선     | 쓰치자키역 - 아키타코 역              | 1.8 km    |                                                |
| 도호쿠 지사 | 센세키 선   | 리쿠젠야마시타역 - 이시노마키코 역    | 1.8 km    |                                                |
| 간토 지사   | 우에쓰 선   | 사카타역 - 사카타코 역                | 2.7 km    |                                                |
| 간토 지사   | 신에쓰 선   | 카미눗타리 신호장 - 히가시니가타코 역 | 3.8 km    | 야케지마 역 - 히가시나가타코 역 구간은 휴업 중 |
| 도카이 지사 | 간사이 선   | 욧카이치역 - 시오하마역               | 3.3 km    |                                                |
| 간사이 지사 | 신미나토 선 | 노마치역 - 다카오카 화물 역           | 1.9 km    |                                                |
| 간사이 지사 | 도카이도 선 | 스이타 신호장 - 오사카 화물 터미널 역 | 8.7 km    |                                                |
| 간사이 지사 | 호쿠리쿠 선 | 쓰루가역 - 쓰루가미나토 역            | 2.7 km    |                                                |
| 간사이 지사 | 간사이 선   | 히라노 역 - 구다라 화물 터미널 역     | 1.4 km    |                                                |
| 규슈 지사   | 가고시마 선 | 가시역 - 후쿠오카 화물 터미널 역      | 3.7 km    |                                                |
| 규슈 지사   | 닛포 선     | 오바세니시코다이마에역 - 간다코역     | 4.6 km    |                                                |

## 차량

### 디젤 기관차
- DD51형

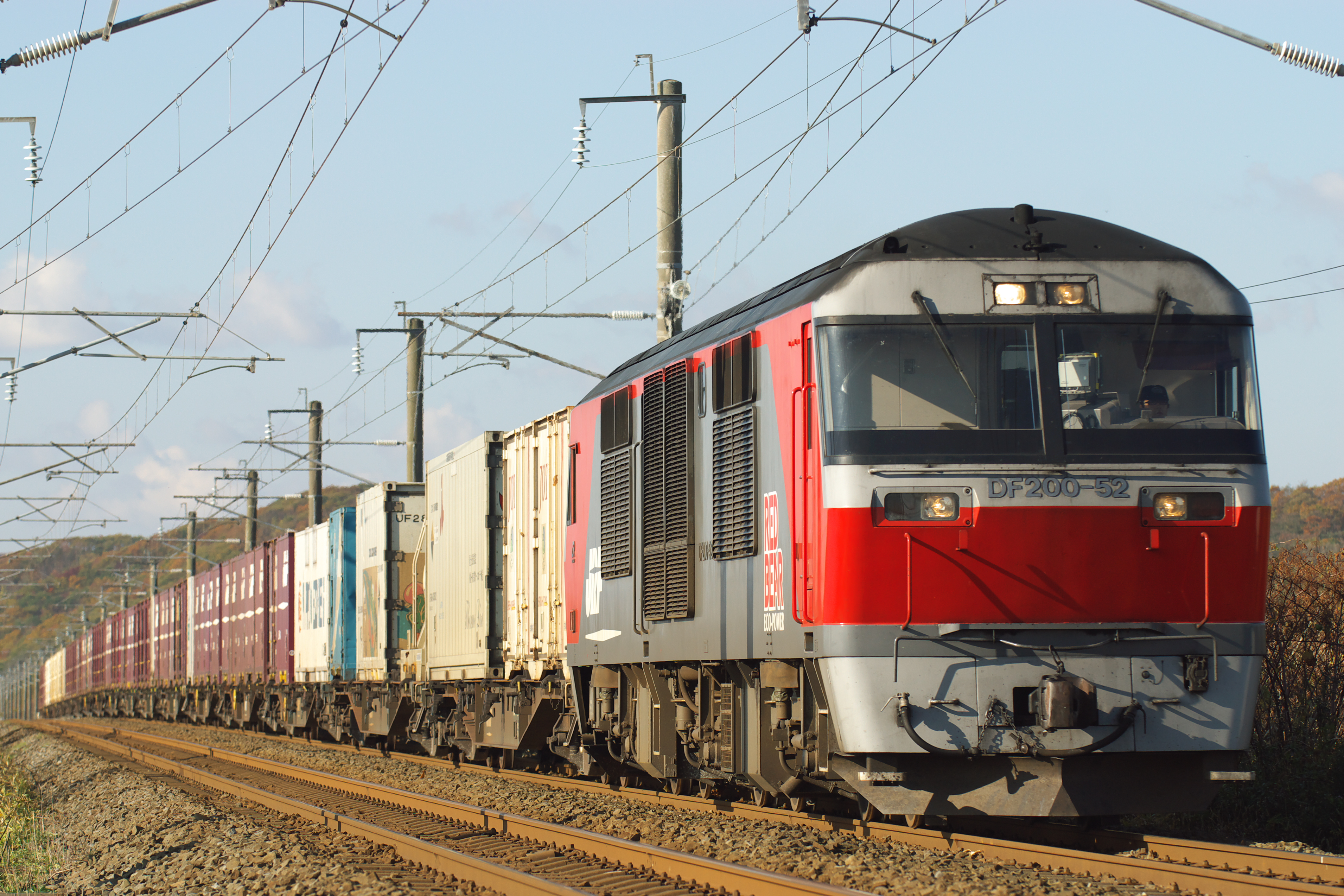
DE10형
- DE11형
- DF200형

- DF200형

### 직류 구간 전용 전기 기관차

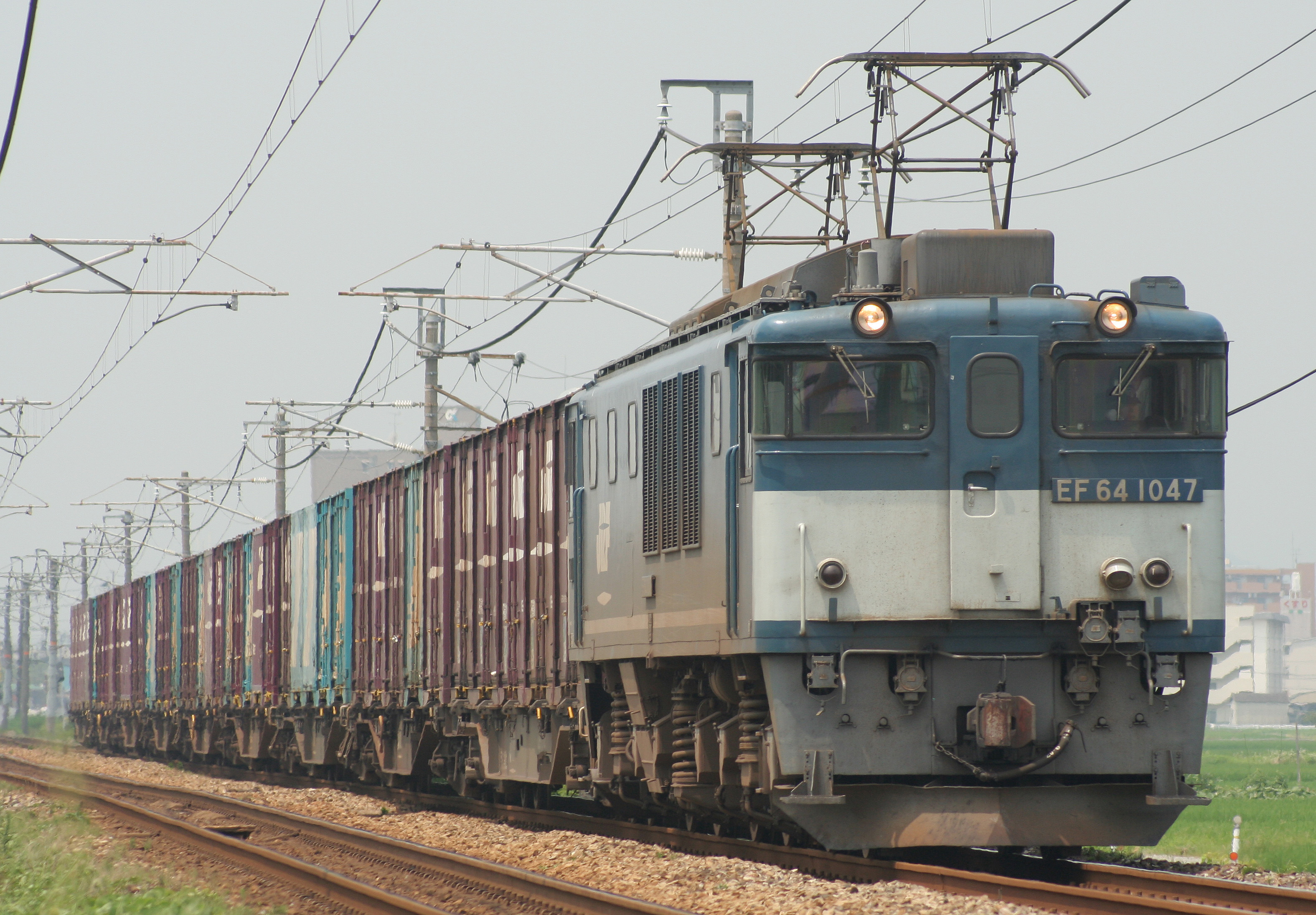
EF64형
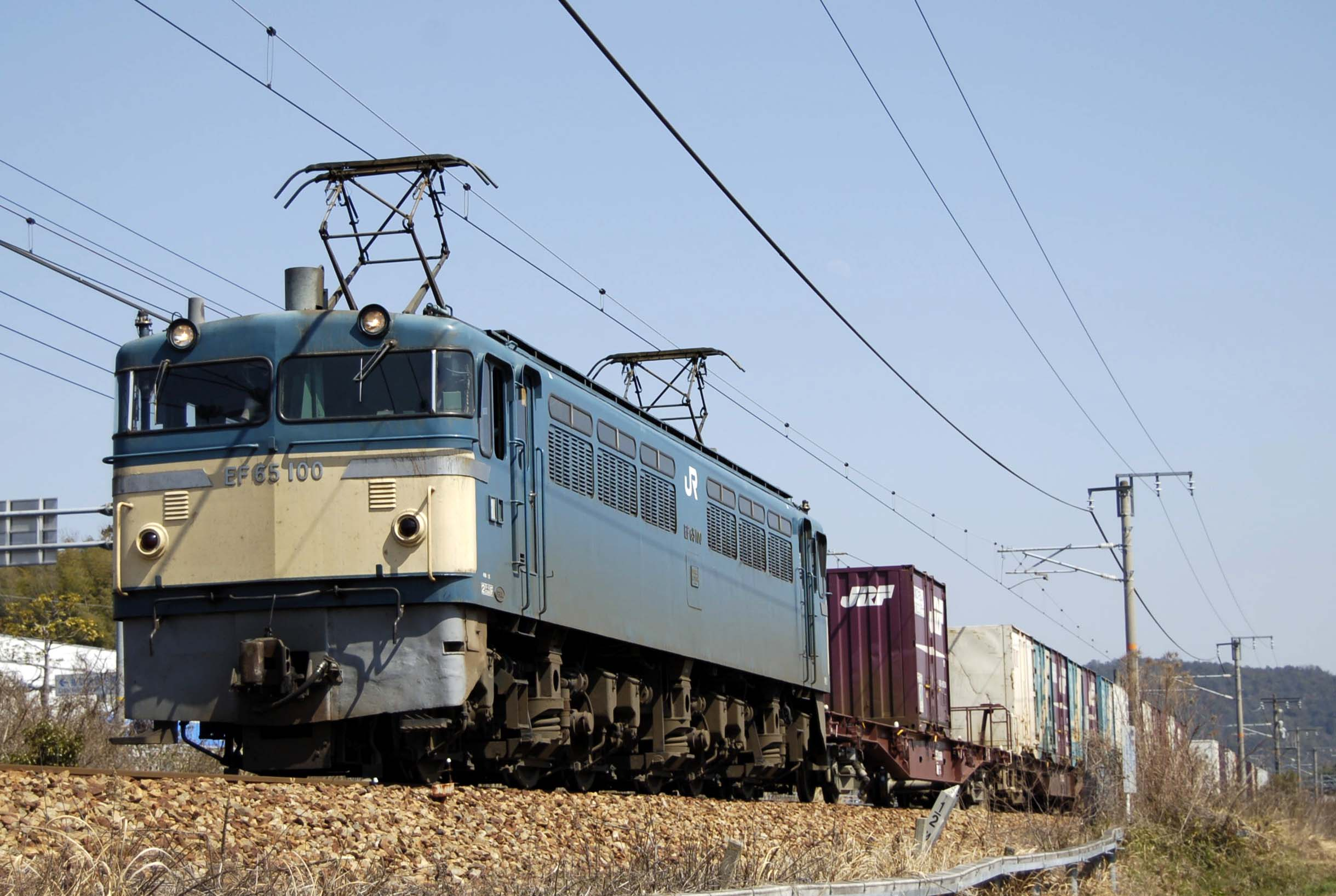
EF65형
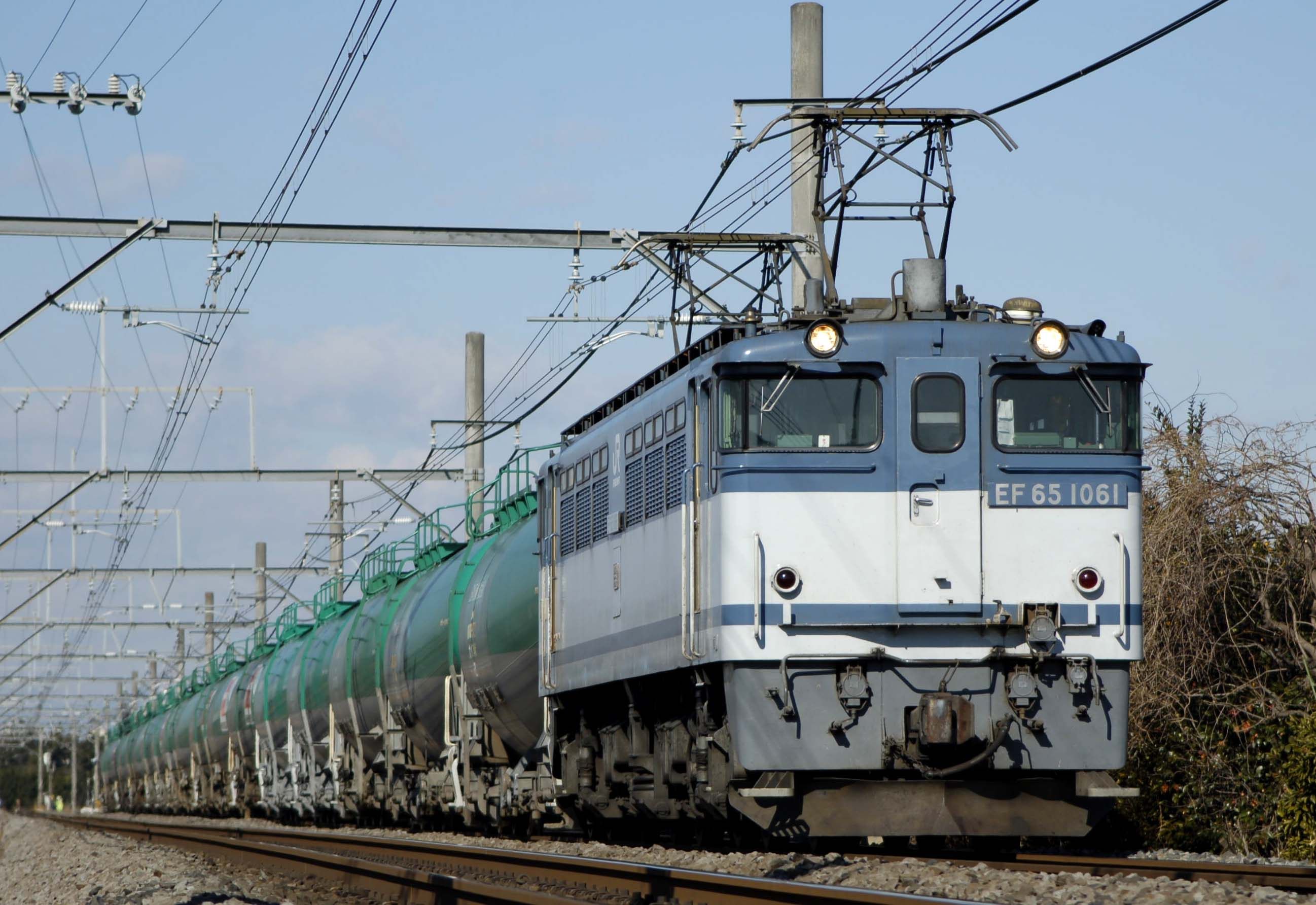
EF66형
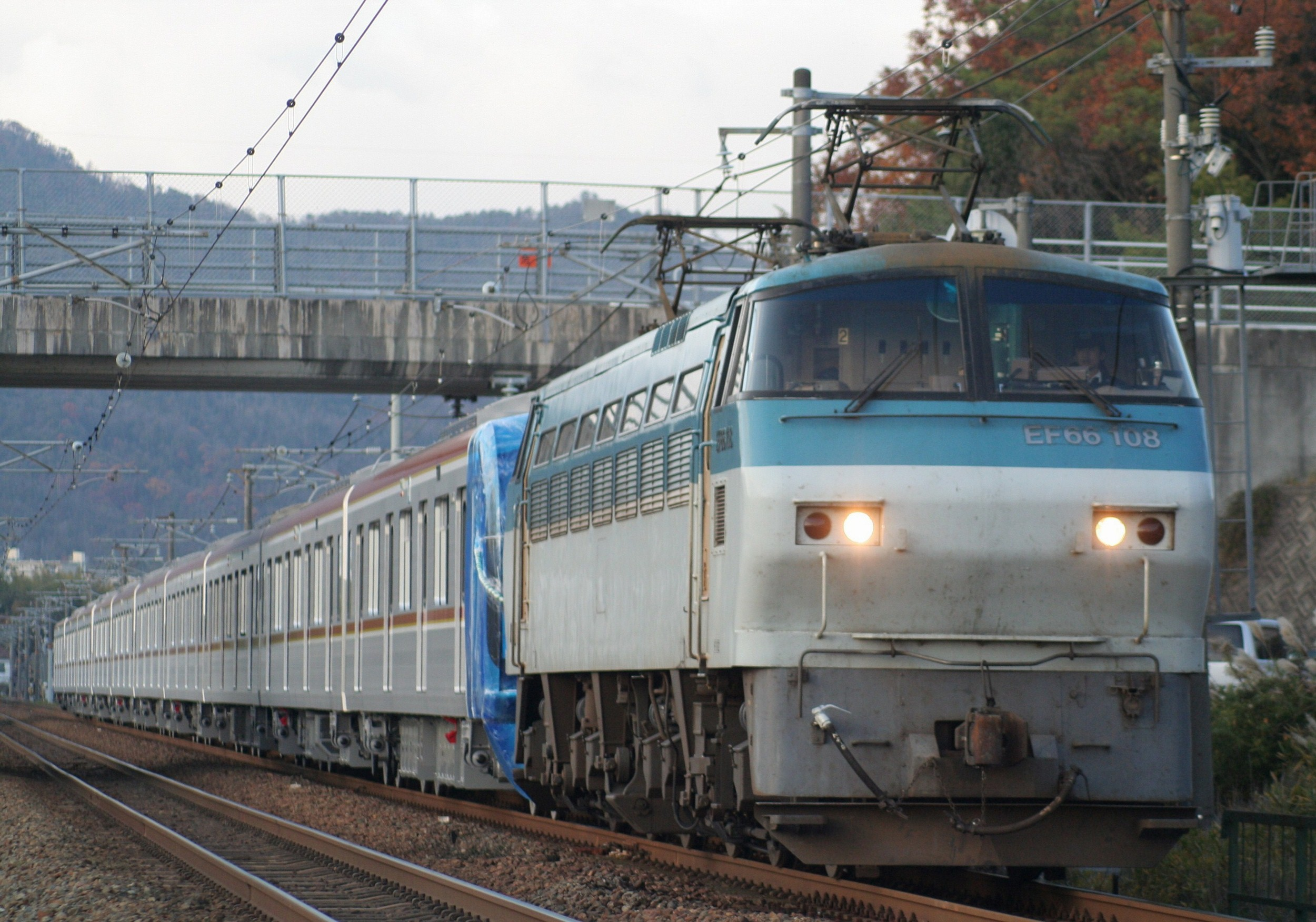
EF67형
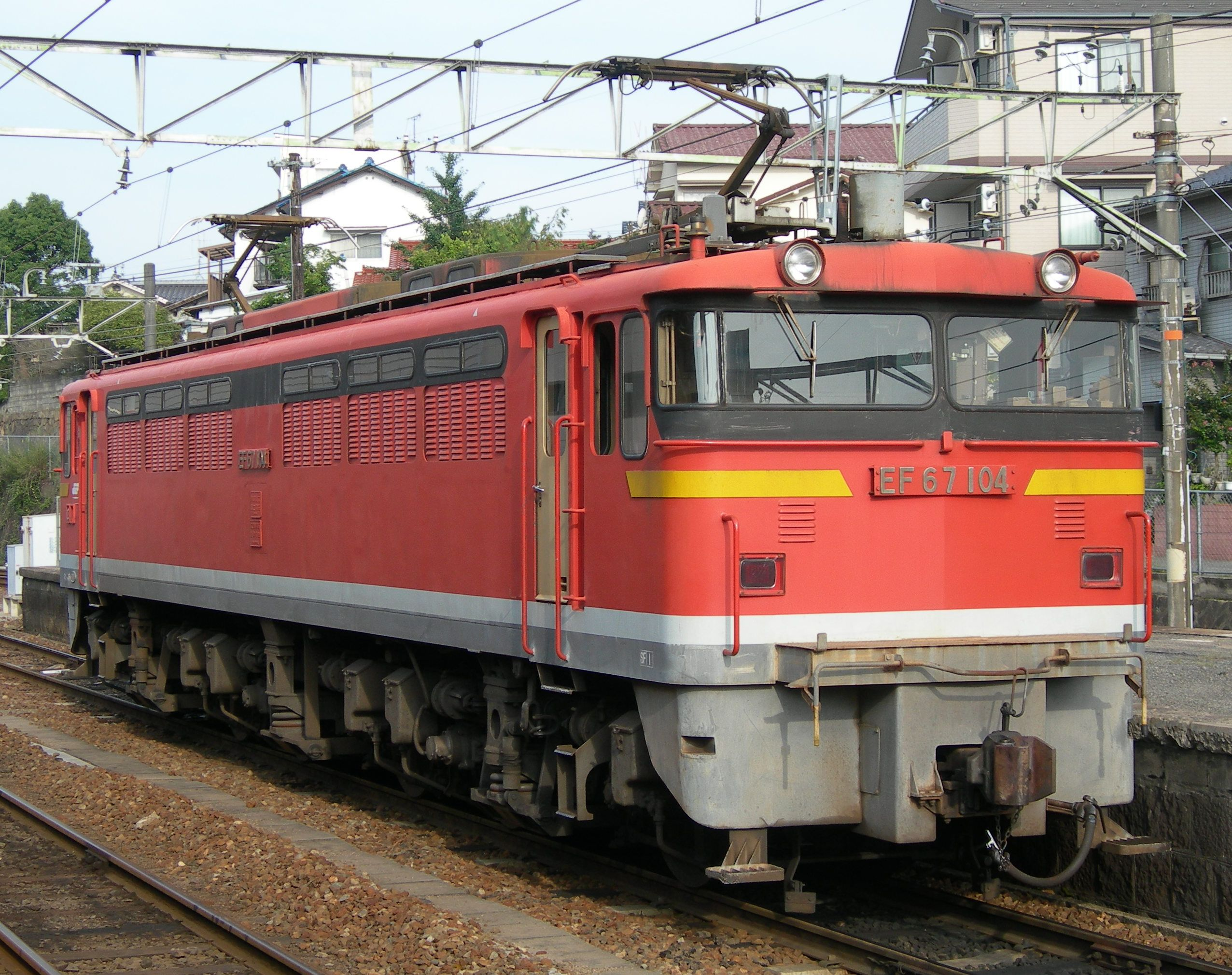
EF200형
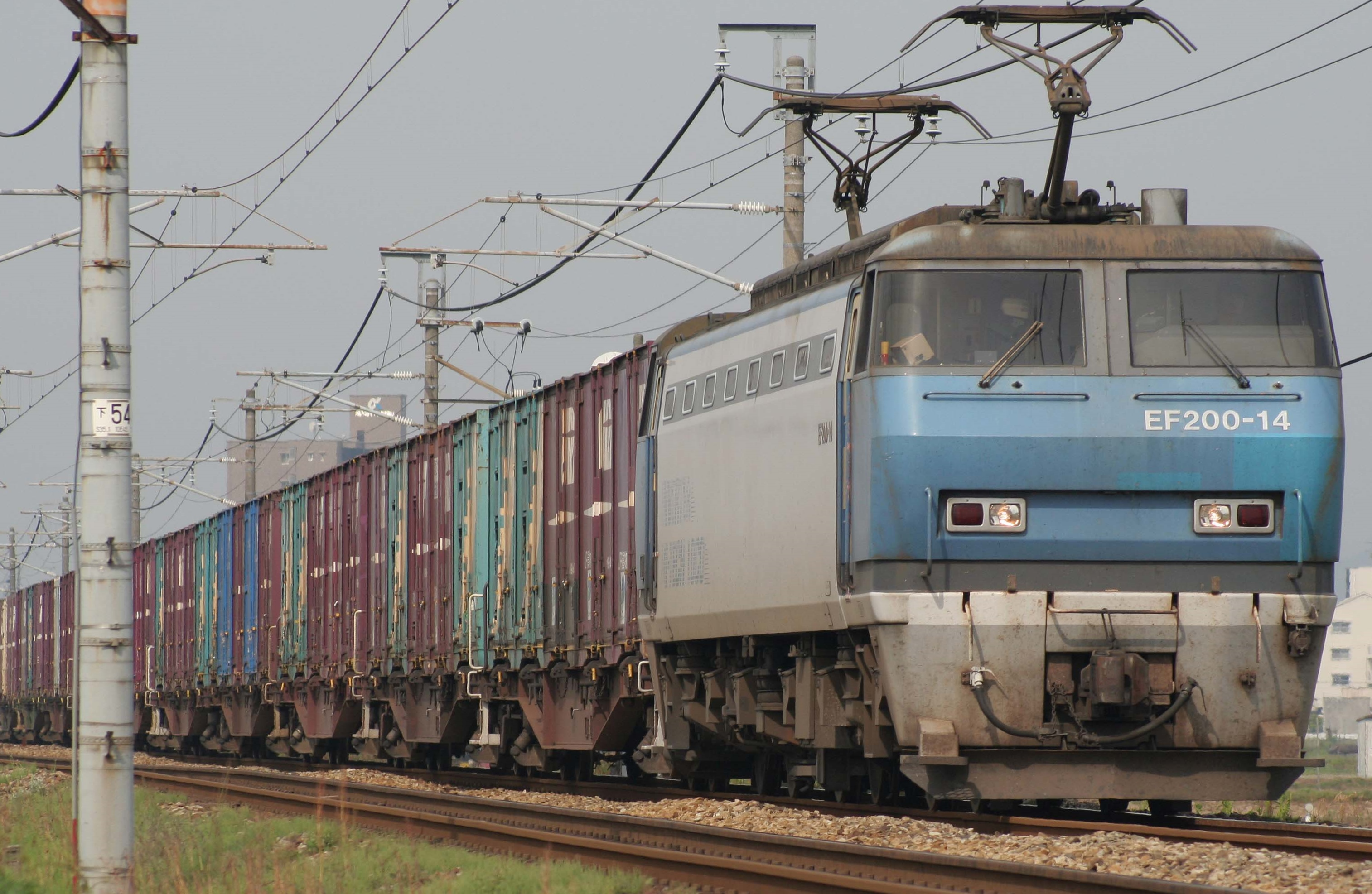
EF210형
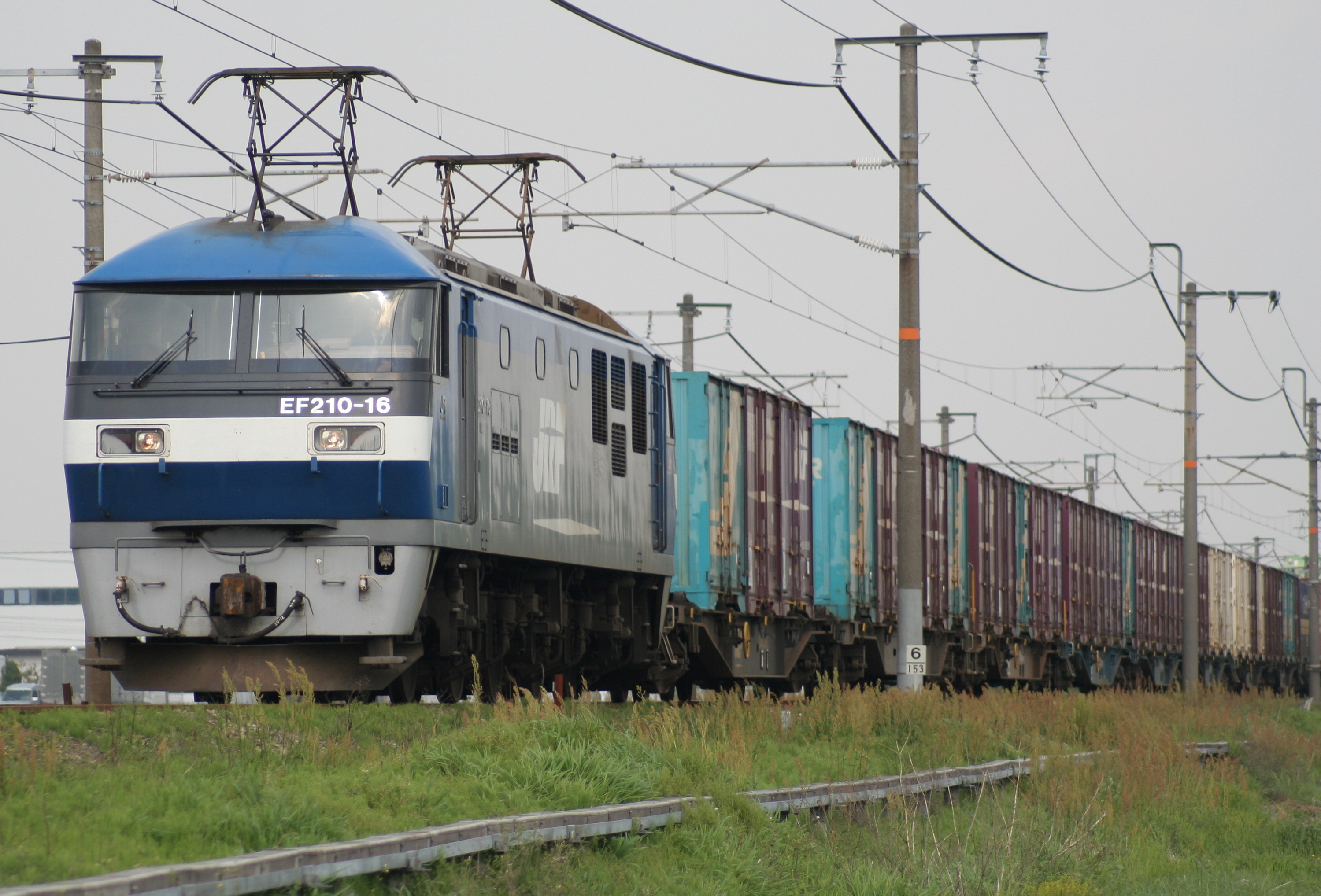
EH200형
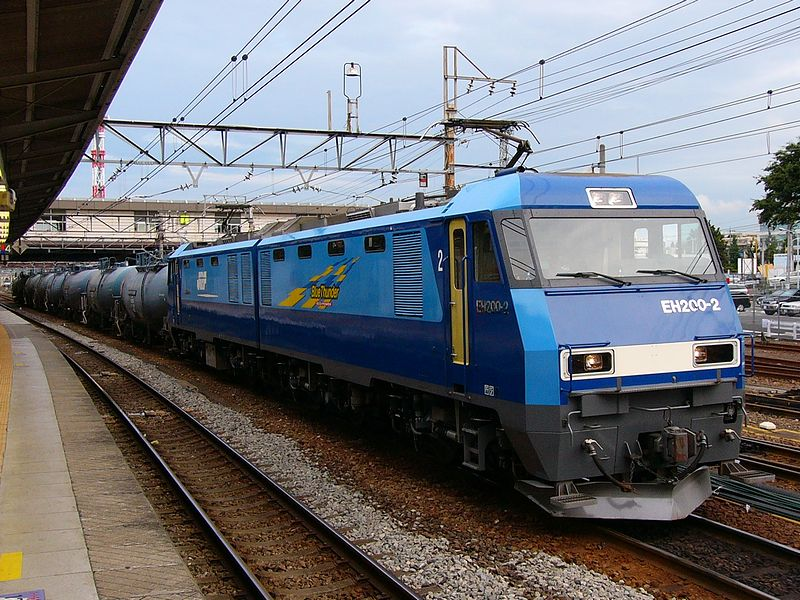
M250계(전동차)
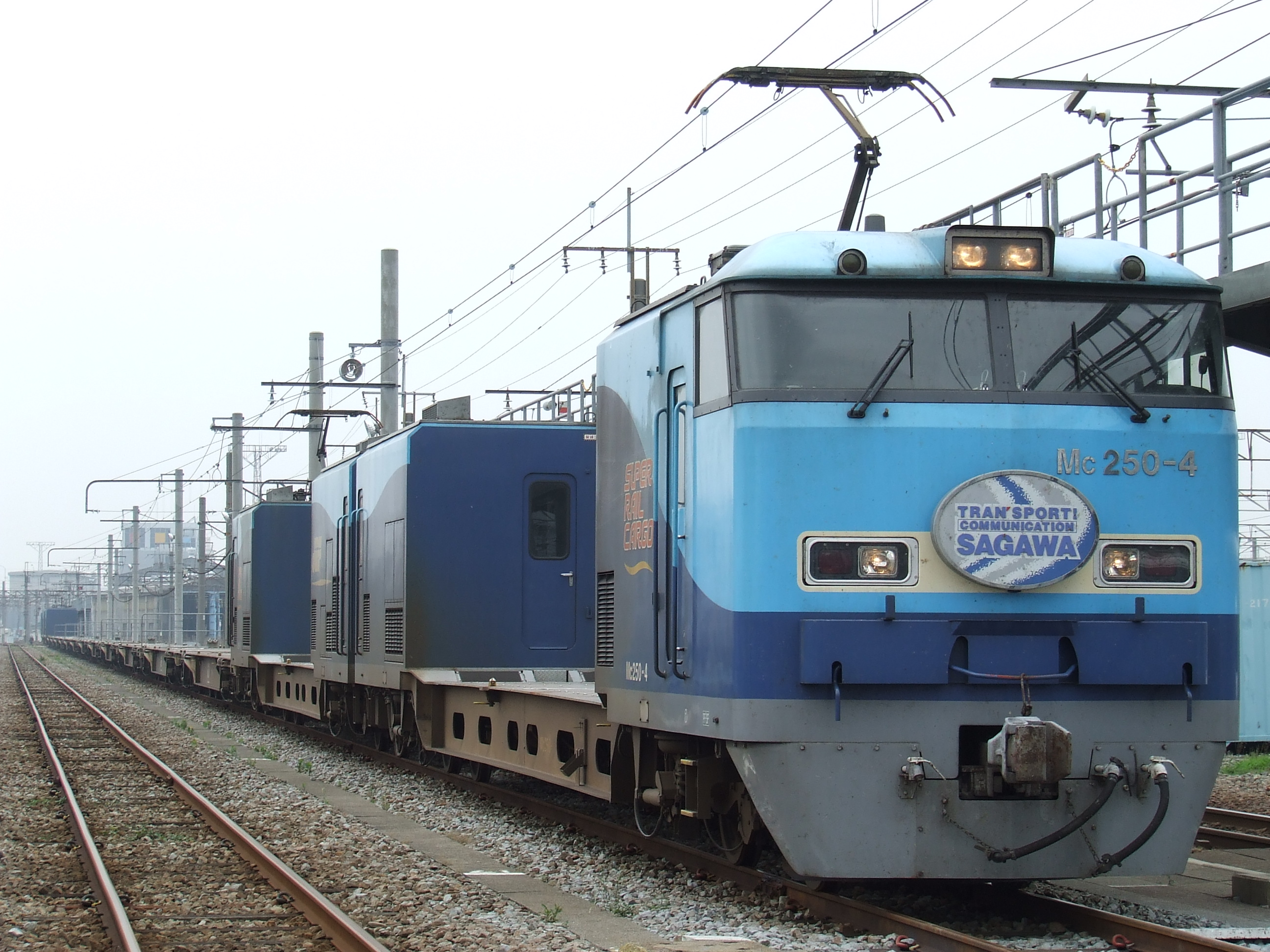
M250계

- EF64형
- EF65형
- EF65형
- EF66형
- EF67형
- EF200형
- EF210형
- EH200형
- M250계

### 교류 구간 전용 전기 기관차

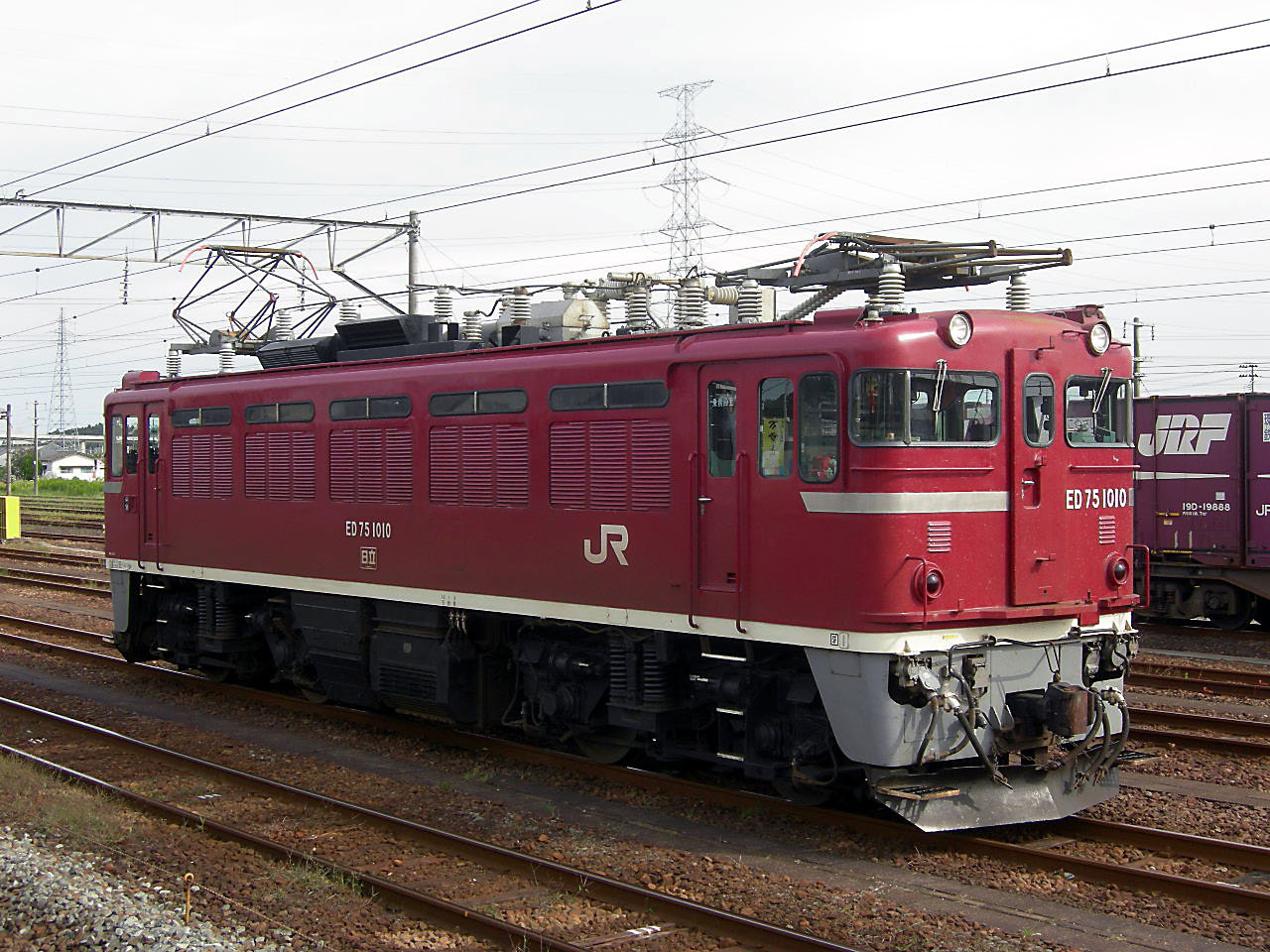
ED75형
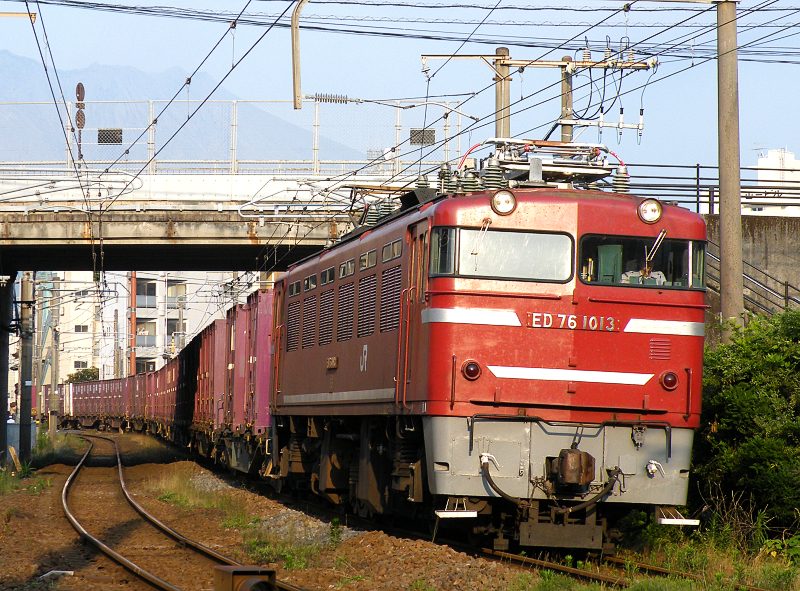
ED76형
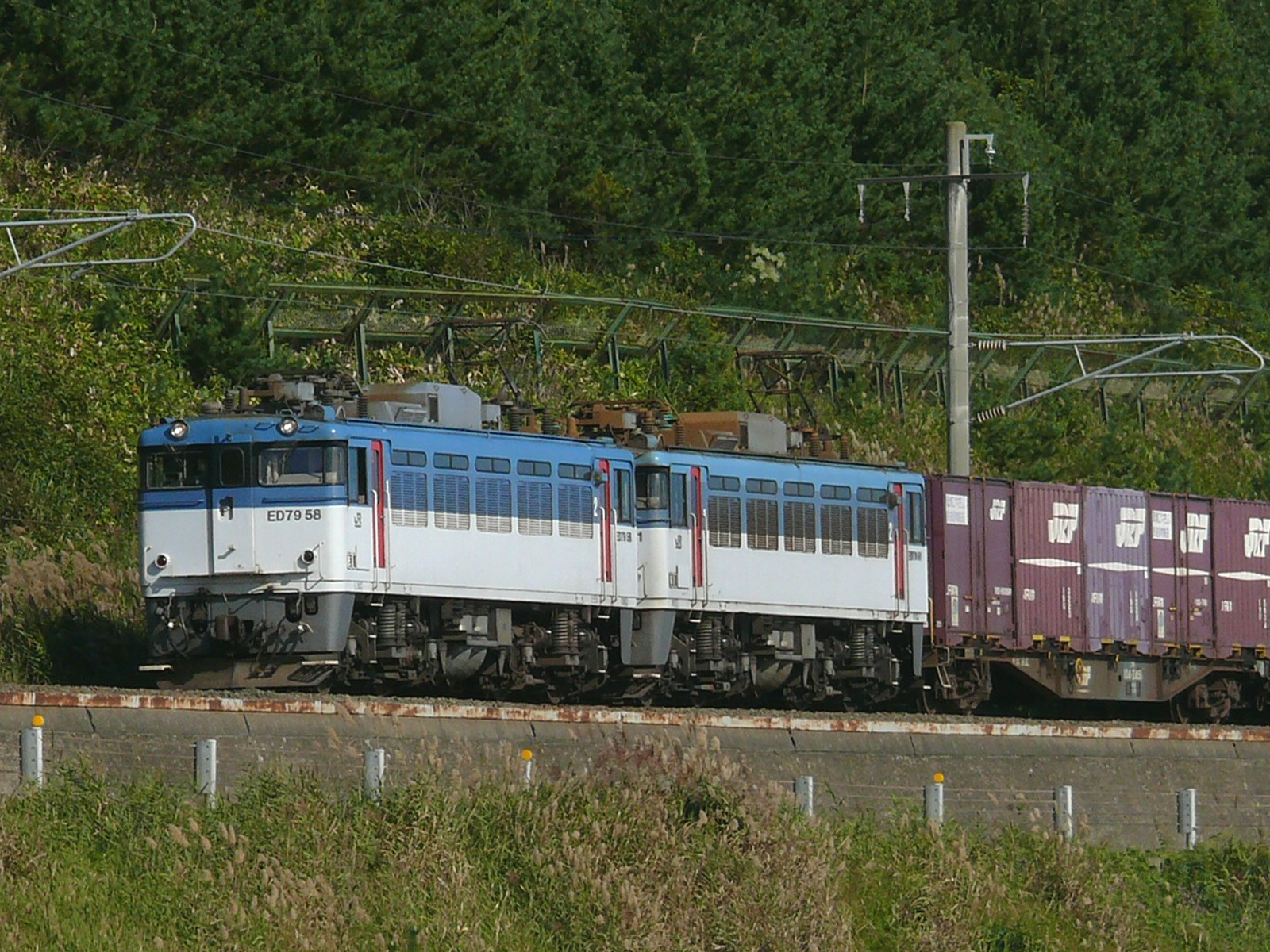
ED79형
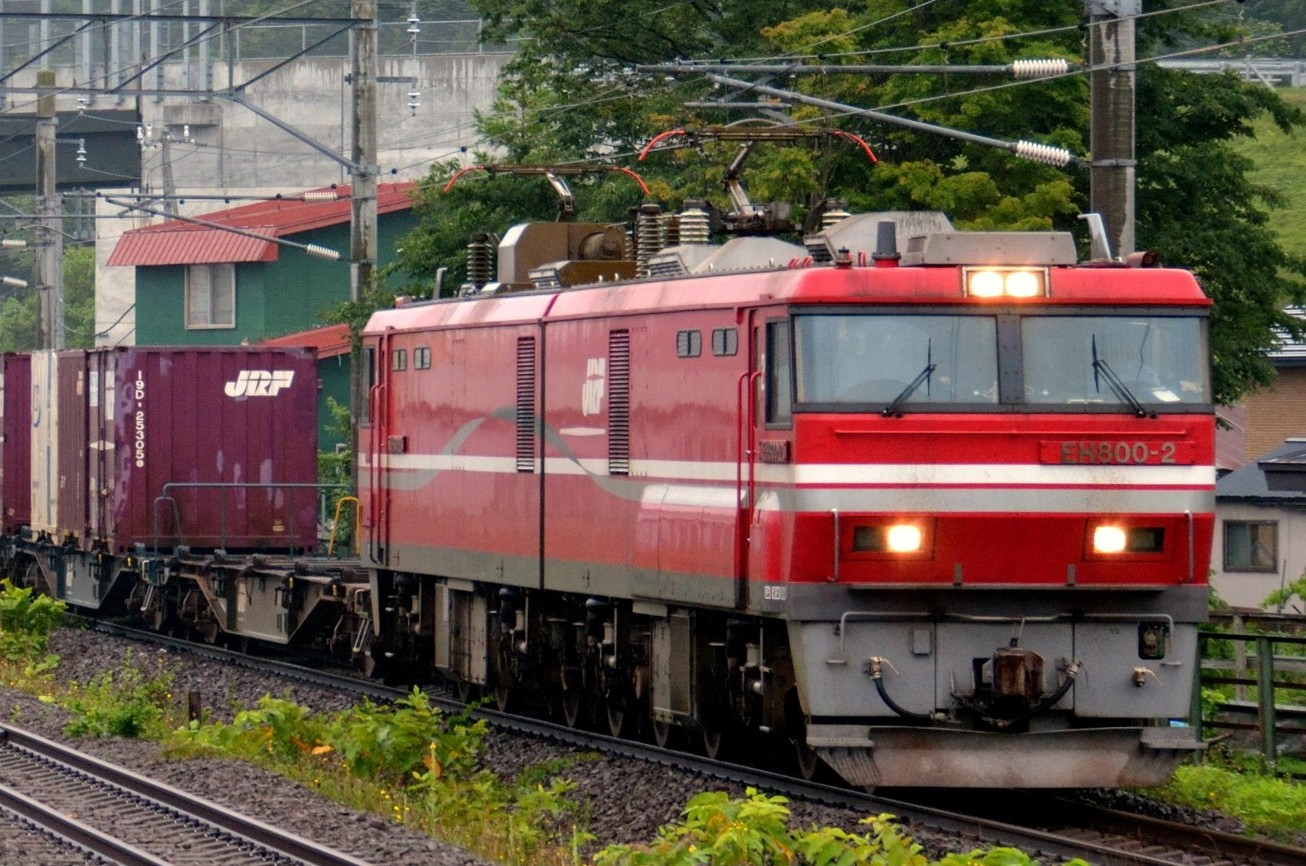
EH800형

- ED75형
- ED76형
- ED79형
- EH800형

### 직류 구간 및 교류 구간 겸용 전기 기관차

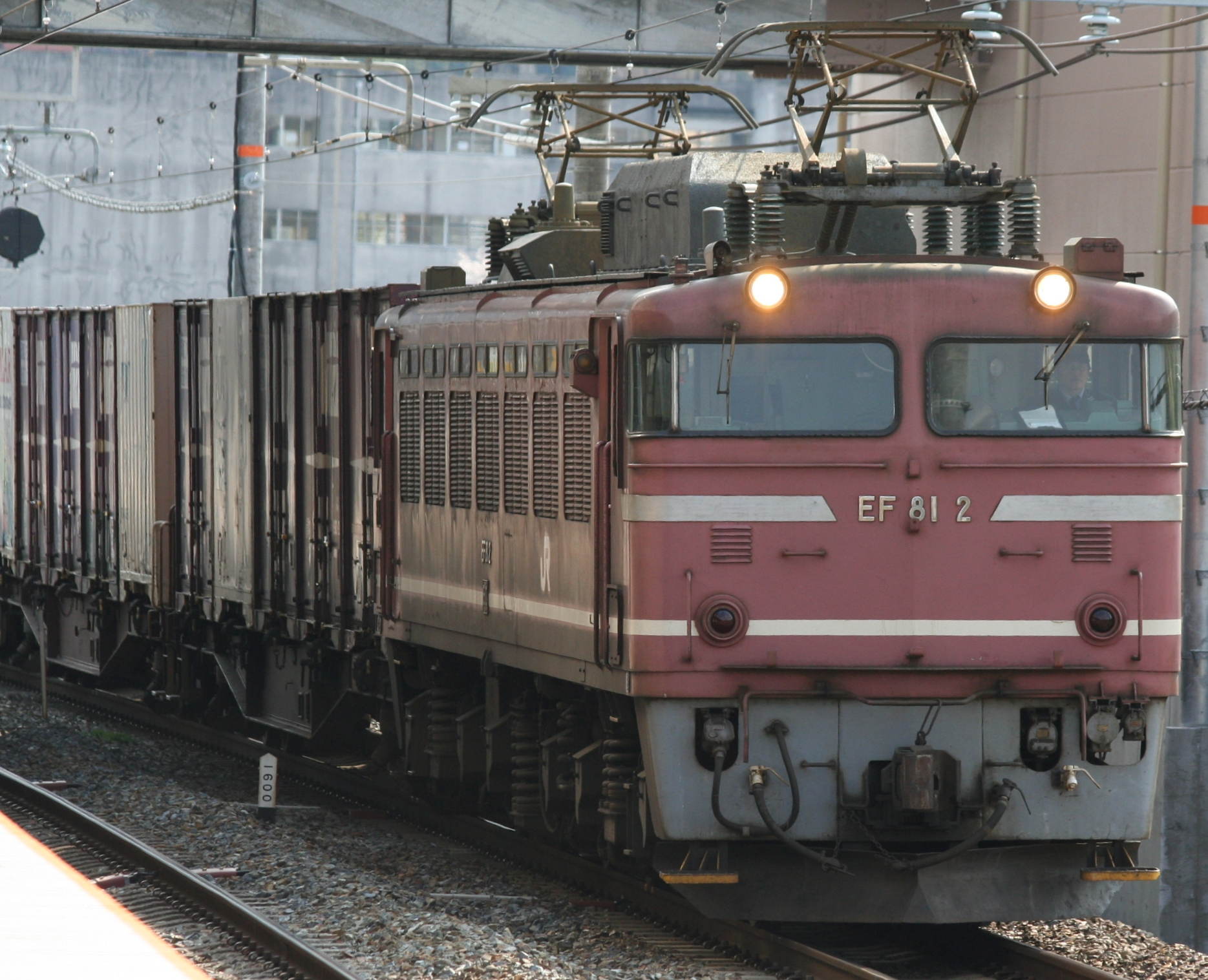
EF81형
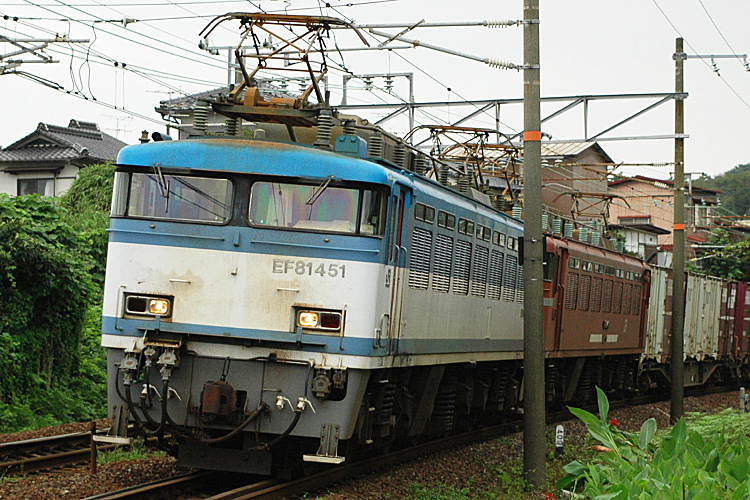
EF510형
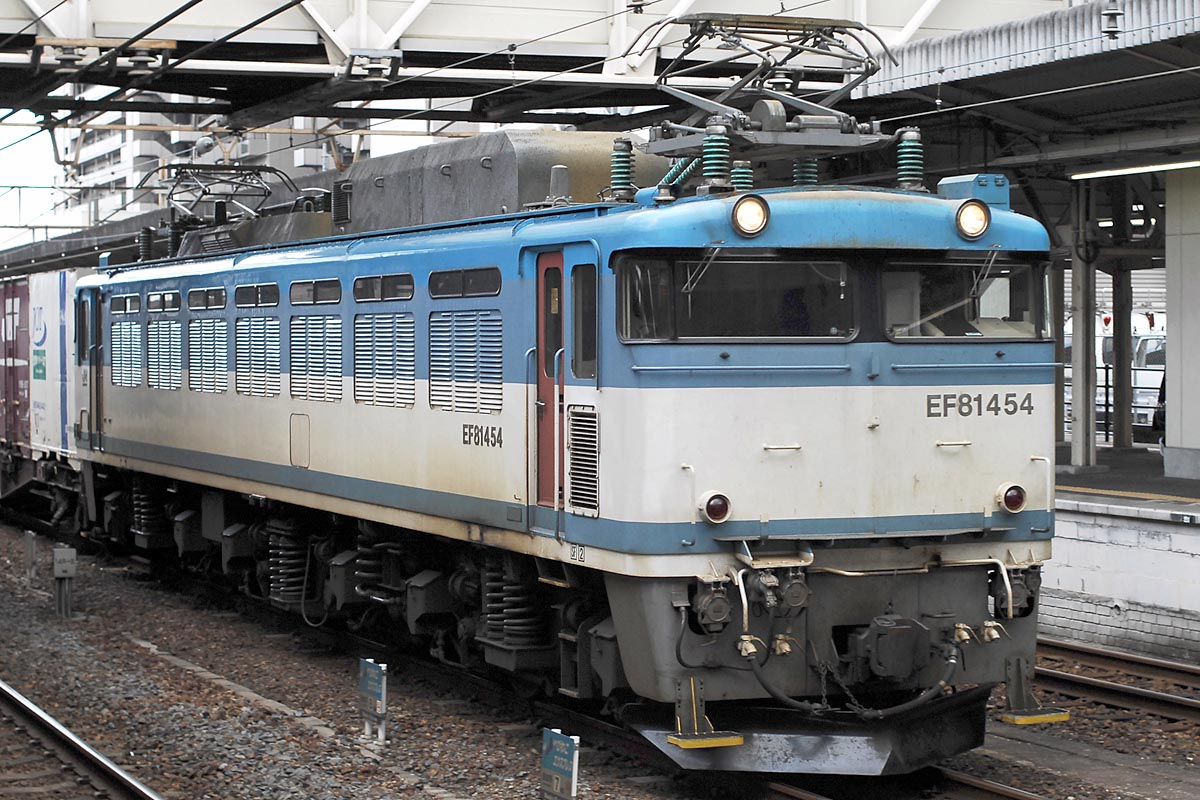
EF81형
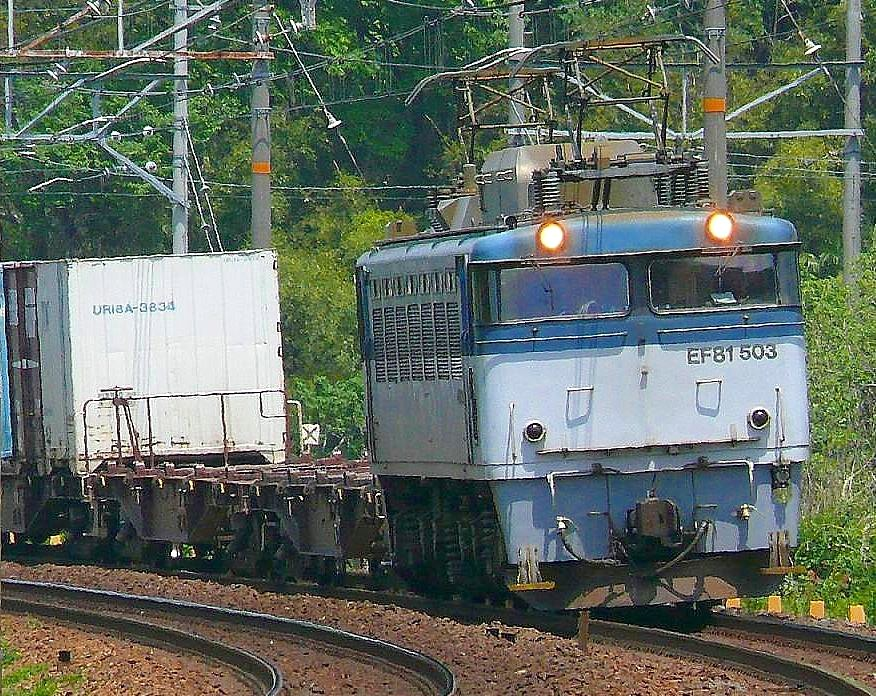
EF81형
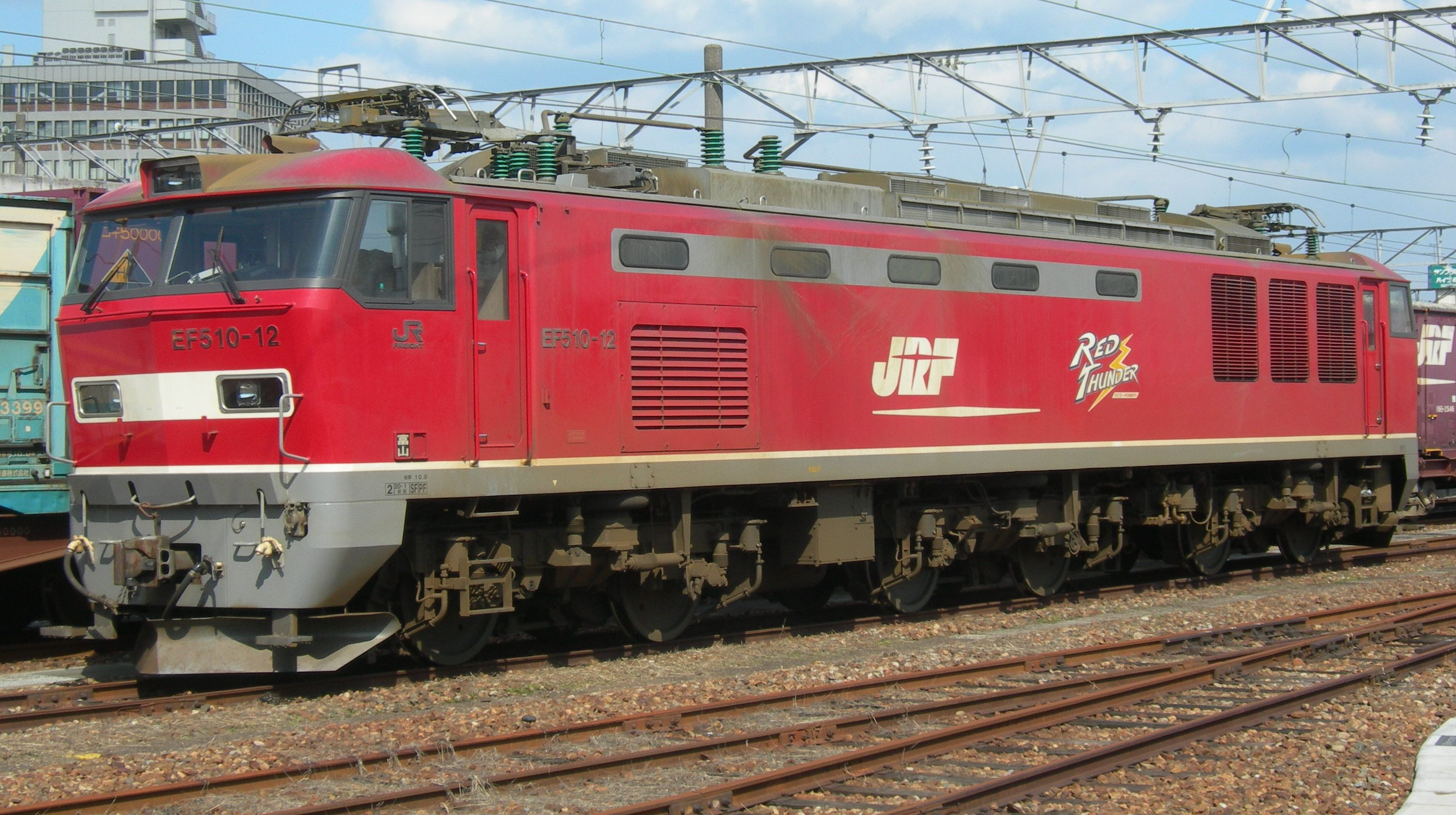
EH500형
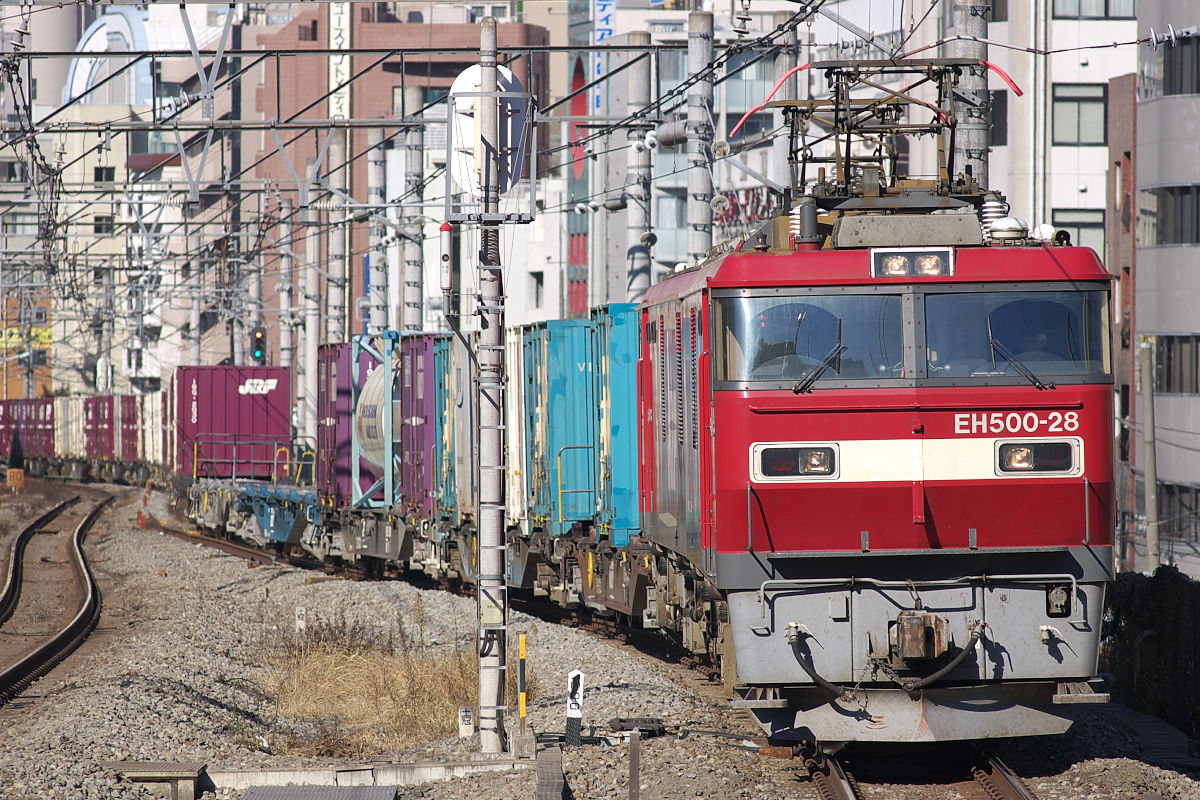
EH500형

- EF81형
- EF81형
- EF81형
- EF81형
- EF510형
- EH500형

### 하이브리드 기관차
- HD300형

## 컨테이너 형식
차량은 아니지만 철도용 컨테이너의 상당수는 JR 화물이 소유하고 있다. (JR 화물 컨테이너 형식 참조)